# Diamang
Diamang era una empresa explotadora de mines de diamants a Angola. Diamang Companhia de Diamantes de Angola fou creada el 16 d'octubre de 1917 pels inversors financers de la metròpoli colonial d'Angola, Portugal, i també de Bèlgica, Estats Units, Gran Bretanya i Sud-àfrica. L'empresa es va dissoldre formalment el 17 de febrer de 1988.

## Història
El 6 de juny de 1918, els drets miners de la Companhia de Pesquisa Mineira de Angola (PEMA), que es va formar el 6 de setembre de 1912, van ser transferits a Endiama. PEMA va obtenir aquests drets miners el 31 de març de 1913. El 4 de desembre de 1920, l'Alt Comissionat per a Angola va signar un contracte amb Endiama, que li atorgava a l'empresa drets exclusius de prospecció i mineria de diamants.
El 28 de febrer de 1970, Diamang i De Beers Consolidated formaren la joint venture Condiama per la comercialització de diamants.
Després que Angola assolís la independència, la major part del capital d'Endiama va ser nacionalitzat, pels decrets 61/77 del 24 d'agost de 1977, i 255/79 del 11 de desembre de 1979. Entre 1978 i 1986, l'empresa britànica MATS va gestionar i prestar servei operacions de Diamang.
La mineria de diamants a Angola i les operacions de Diamang van ser interrompudes severament per la Guerra Civil angolesa, on UNITA, després de perdre el suport directe del règim de Sud-àfrica, va finançar les seves operacions mitjançant el llançament de diamants sense tallar per a armes, fet sancionat per la resolució 1173 del Consell de Seguretat de les Nacions Unides i les resolucions posteriors.